# Restless Mind
Restless Mind är Tomas Ledins debutalbum, utgivet på skivbolaget RCA Victor 1972. Albumet har utkommit i två nyutgåvor: 1991 och 2012. Båda utgåvorna var försedda med bonuslåtar (dock inte samma). Skivan nådde 11:e plats på den svenska albumlistan 2012.
I mars 2012, 40 år efter att skivan getts ut första gången, genomförde Ledin två konserter på Södra Teatern i Stockholm där han spelade skivan från början till slut. Konserterna rosades av Svenska Dagbladet som kallade Ledins debut "orättvist glömd".

## Låtlista LP

### Sida A
1. "Too Many Days" – 3:35
2. "I've Been Waiting for the Summer" – 4:22
3. "Follow the Highway" – 3:03
4. "Lay It All Down" – 4:25
5. "Wait for Me" – 0:44

### Sida B
1. "Both Sides of the River" – 4:41
2. "Come Home to Me" – 4:10
3. "What Would You Do" – 2:20
4. "Blacknight, the Faker" – 4:35
5. "Restless Mind" – 2:12

### CD 1991
1. "Too Many Days" – 3:35
2. "I've Been Waiting for the Summer" – 4:22
3. "Follow the Highway" – 3:03
4. "Lay It All Down" – 4:25
5. "Wait for Me" – 0:44
6. "Both Sides of the River" – 4:41
7. "Come Home to Me" – 4:10
8. "What Would You Do" – 2:20
9. "Blacknight, the Faker" – 4:35
10. "Restless Mind" – 2:12
11. "Då ska jag spela" (bonusspår) – 2:46
12. "Vi såg ensamheten gå omkring" (bonusspår) – 3:48

### CD 2012
1. "Too Many Days" – 3:35
2. "I've Been Waiting for the Summer" – 4:22
3. "Follow the Highway" – 3:03
4. "Lay It All Down" – 4:25
5. "Wait for Me" – 0:44
6. "Both Sides of the River" – 4:41
7. "Come Home to Me" – 4:10
8. "What Would You Do" – 2:20
9. "Blacknight, the Faker" – 4:35
10. "Restless Mind" – 2:12
11. "That's No Way to Say Goodbye" – 1:36
12. "Lay Me Your Body Down" – 3:50
13. "Get Back to the Truth" – 3:25

## Medverkande musiker
- Jan Bandel	– trummor
- Tomas Ledin – gitarr, sång
- Alain Leroux – piano
- Lukas Lindholm	– bas
- Janne Schaffer – elgitarr
- Mike Watson – bas
- Douglas Westlund – trummor
- Christer Ånsehn – gitarr

## Listplaceringar
| Lista (2012) | Topplacering |
| ------------ | ------------ |
| Sverige      | 11           |

### Fotnoter
1. ↑  ”Restless Mind”. Svensk mediedatabas. http://smdb.kb.se/catalog/search?q=tomas+ledin+restless+mind+typ%3Afonogram. Läst 18 januari 2013.
2. 1 2  ”Restless Mind”. Hitparad. http://hitparad.se/showitem.asp?interpret=Tomas+Ledin&titel=Restless+Mind&cat=a. Läst 18 januari 2013.
3. ↑  Backman, Dan (15 mars 2012). ”Ledins debut orättvist glömd”. Svenska Dagbladet. http://www.svd.se/kultur/scen/ledins-debut-orattvist-glomd_6926917.svd. Läst 18 januari 2013.